# Simulium tosariense
Simulium tosariense är en tvåvingeart som beskrevs av Edwards 1934. Simulium tosariense ingår i släktet Simulium och familjen knott. Inga underarter finns listade i Catalogue of Life.